# Melanoma a diffusione superficiale
Il melanoma a diffusione superficiale (conosciuto nella letteratura scientifica internazionale col termine anglosassone di superficial spreading melanoma o superficially spreading melanoma", in sigla SSM) è la forma più comune di melanoma cutaneo nell'etnia caucasoide.
L'età media in cui viene diagnosticata la lesione è 50-60 anni. Tende a comparire su cute fotoesposta, specialmente sul dorso (negli uomini) e arti inferiori (donne).

## Istopatologia
Questa patologia di solito evolve a partire da una lesione pre-esistente, di solito un nevo displastico. In alternativa può originare de novo, ovvero su zone di cute normale.
L'evoluzione del melanoma è caratterizzata da:
1. Una fase di crescita radiale molto lunga: la lesione rimane molto sottile
2. Una fase di crescita verticale: la lesione diventa più spessa e nodulare.
Dal momento che l'invasività del tumore è soprattutto correlata con lo spessore di invasione.
Le caratteristiche microscopiche del SMM sono:
- Melanociti grandi che formano nidi lungo la giunzione dermo-epidermica
- Invasione dell'epidermide sovrastante (es. strato spinoso) tramite una crescita definita "pagetoide" (crescita cellulare dei melanociti che distruggono l'architettura degli acantociti sovrastanti);
- La struttura delle creste epiteliali viene distrutta;
- Invasione del derma di melanociti atipici e pleomorfi;
- Assenza della "maturazione" tipica dei nevociti;
- Mitosi

## Terapia
Il "gold standard" per il trattamento di questa lesione è la biopsia escissionale. A seconda del luogo di insorgenza possono essere preferite altre tecniche bioptiche.
Se la lesione è ad uno stadio avanzato si effettua una escissione con margini ampi e una biopsia del linfonodo sentinella. La diffusione del melanoma ai linfonodi locali o addirittura distanti dal sito primario (solitamente cervello, osso, cute e polmone) è considerato un fattore prognostico ampiamente negativo.